# Changes (альбом Лізи Місковскі)
Changes — третій повноформатний альбом шведської співачки Лізи Місковскі, виданий у 2006 році лейблами Stockholm Records та Universal Music Group. Матеріал було записано і опрацьовано у студіях Park Studio та Studio Iran, зведення вібдувалося у Maratone Studios. Продюсерами релізу стали Йоакім Берг та Сімон Нурдберг. Альбом зайняв 2гу сходинку у топ-чарті Швеції та був визнаний найкращим альбомом року за підсумками вручення премії Rockbjörnen.
Розробкою оформлення альбому займався Пер Вікгольм, фотографія Лізи для обкладинки була виконана Петером Седерлінгом.

## Список пісень
| #   | Назва                             | Тривалість |
| --- | --------------------------------- | ---------- |
| 1.  | «Little Bird»                     | 3:57       |
| 2.  | «Acceptable Losses»               | 5:06       |
| 3.  | «Mary»                            | 4:09       |
| 4.  | «Been Through This»               | 5:24       |
| 5.  | «Foxholes»                        | 1:09       |
| 6.  | «California Heart»                | 4:19       |
| 7.  | «Sweet Misery»                    | 4:16       |
| 8.  | «Last Year's Song»                | 4:24       |
| 9.  | «As Daylight Fades»               | 5:46       |
| 10. | «Please»                          | 4:09       |
| 11. | «Once Gone, Always Missing»       | 4:17       |
| 12. | «20th Of December Madison Avenue» | 5:33       |